# Мавранеи
Мавранеи или Мавран (грч. Μαυραναίοι) је насељено место у општини Гребен у периферији Западна Македонија, Грчка. Према попису из 2021. године било је 106 становника.
Према бугарском географу и историчару, Василу Канчову, у Мавранеију је 1900. године живело 112 Грка.